# Adullamiten
Adullamiten ist ein parlamentarischer Spitzname für die bei den Reformdebatten von 1866 abtrünnigen englischen Liberalen unter Robert Lowe, deren Abfall John Bright ein missvergnügtes Zurückziehen in die politische Höhle von Adullam nannte (In der Höhle von Adullam (1 Sam 22,1 ) weilte David längere Zeit während der Verfolgung durch Saul). Die Adullamiten, die 1868 als Fraktion völlig verschwanden, veranlassten das Scheitern der Reformbill und den Sturz des Ministeriums Russell-Gladstone.

## Zeitlicher Ablauf
Seit 1832 wurde das Wahlrecht in kleinen Schritten geändert. Dabei wurde in mehreren Schritten der Kreis der Wahlberechtigten erhöht und die Wahlkreisgrößen angeglichen. 1854 folgte dann das Gesetz zur Verhindung der Wahlkorruption. 1866 sollte ein weiteres Gesetz auf den Weg gebracht werden, das die Wahlrechte der Land- und Stadtbevölkerung stark erweitern sollte.
Als Gladstone den Vorstoß zu diesem Gesetz unternahm, gab es im Parlament eine Mehrheit für die Whigs. Diese waren ein Jahr zuvor gewählt worden, um Palmerston zu unterstützen. Es waren in der Mehrzahl Aristokraten, die nicht gewillt waren, den Arbeitern ein Wahlrecht zu gewähren.
Unter der Führung von Robert Lowe spalteten sich eine Gruppe von Whigs ab und schlossen sich den Konservativen unter Benjamin Disraeli an. Zu der Gruppe gehörten unter anderem Edward Horsman, Samuel Laing und die Abgeordneten der irischen Grundbesitzer. Sie stimmten mit ihnen zusammen im Unterhaus gegen das Gesetz.
Durch einige Reden brachte Lowe zum Ausdruck, dass er gegen das Gesetz gestimmt habe, weil die Arbeiterklasse dem Bürgertum geistig und sittlich unterlegen sei. Dies führte in mehreren Industriezentren zu Kundgebungen der Gewerkschaften zusammen mit dem Bürgertum.

## Folgen
Nachdem das Gesetz gescheitert war, trat die Regierung um Russell/Gladstone zurück. Die nachfolgende Regierung unter Disraeli brachte unter dem Eindruck der Unruhen in den Städten das Gesetz wieder ein. Dieses war aber noch weitgehender als jenes, das die Adullamiten unter Lowe zusammen mit den Konservativen zu Fall gebracht hatten. Mit dem Gesetz erhielt in den Städten jeder Inhaber einer Wohnung auch ein Wahlrecht. Die Landbevölkerung sowie die Bergleute waren davon noch ausgenommen.
Die Liberalen konnten sich im englischen Parteisystem zum damaligen Zeitpunkt noch nicht durchsetzen.